# American Board of Commissioners for Foreign Missions
American Board of Commissioners for Foreign Missions (ABCFM) was de eerste georganiseerde Amerikaanse zendingsorganisatie, opgericht in 1810 in Massachusetts door studenten van het Williams College. De organisatie speelde een centrale rol in de wereldwijde verspreiding van het protestantse christendom in de 19e en vroege 20e eeuw.

## Geschiedenis
De ABCFM werd opgericht tijdens de Second Great Awakening door studenten van het Williams College, geïnspireerd door het zogeheten Haystack Prayer Meeting in 1806. In 1812 vertrok de eerste zendingsgroep naar India. Gedurende de 19e eeuw groeide de ABCFM uit tot de grootste Amerikaanse zendingsorganisatie, met missies in onder andere India, Ceylon (Sri Lanka), China, Japan, het Midden-Oosten, Afrika, Hawaï en onder inheemse Amerikaanse volkeren.
Hoewel de organisatie aanvankelijk interdenominationeel was, met betrokkenheid van congregationalisten, presbyterianen en gereformeerden, leidde onenigheid over slavernij en andere kwesties ertoe dat de ABCFM na 1870 voornamelijk Congregationalistisch werd.
In 1961 fuseerde de ABCFM met andere zendingsorganisaties tot de United Church Board for World Ministries, onderdeel van de United Church of Christ.

## Activiteiten en impact
De ABCFM was actief op zes continenten en richtte scholen, ziekenhuizen en drukkerijen op. De organisatie speelde een belangrijke rol in het ontwikkelen van geschreven vormen van talen zoals het Hawaïaans, Zoeloe en Cherokee, en in de vertaling van de Bijbel in deze talen.
In het Midden-Oosten en Zuidoost-Europa richtte de ABCFM onderwijsinstellingen op, zoals het American College of Sofia in Bulgarije, dat voortkwam uit scholen opgericht in de jaren 1860.

## Erfgoed en archieven
De archieven van de ABCFM worden bewaard in de Houghton Library van Harvard University. Deze bevatten uitgebreide correspondentie, rapporten en andere documenten die waardevol zijn voor historisch, antropologisch en taalkundig onderzoek.

## Zendelingen (selectie)
- Daniel Morrison Benonia Thom
- Olive Parmelee Andrus
- Agnes Fenenga
- William Frederick Williams
- Alpheus Newell Andrus
- William Frederick Williams
- Daniel Lindley
- Adoniram Judson